# Lola Gaos
Lola Gaos, nome d'arte di Dolores Gaos Gonzáles-Pola (Valencia, 2 dicembre 1921 – Madrid, 4 luglio 1993), è stata un'attrice spagnola.

## Biografia
Fu sorella di Vicente Gaos (Valencia, 1919 - Valencia, 1980), poeta e saggista, di José Gaos (1900-1969), filosofo, e di Alejandro Gaos, poeta.
Nel 1939, durante la guerra civile spagnola, si trasferì in Sud America con la sua famiglia, dove iniziò la sua carriera di attrice di teatro, che proseguì in Spagna nelle compagnie di Mercedes Prendes, Mary Carrillo e Guillermo Marín.
Il suo debutto cinematografico risale al 1949, quello televisivo al 1957, mentre sul palcoscenico si cimentò in classici del teatro moderno come Gli spettri di Ibsen e Woyzeck di Büchner, giungendo a formare una propria compagnia.
Relegata a causa del suo fisico ossuto e del suo tono di voce rauco e profondo a ruoli di caratterista, interpretò spesso figure sinistre (streghe, ruffiane, serve), cimentatandosi anche nel genere horror. La sua fama internazionale si deve ai due film girati con Luis Buñuel, che le affidò il ruolo della mendicante in Viridiana e quello di Saturna, la vecchia nutrice inacidita, in Tristana.
Oltre che con Buñuel, ha lavorato con numerosi autori, in Spagna e in Francia, come Juan Antonio Bardem, Jesús Franco, Jacinto Molina e José Luis Borau.

## Filmografia parziale
- Canto amore e cha cha cha (Susana y yo), regia di Enrique Cahen Salaberry (1957)
- Viridiana, regia di Luis Buñuel (1961)
- Le quattro verità (Les quatre vérités), regia di Alessandro Blasetti, Hervé Bromberger, René Clair, Luis García Berlanga (1962)
- Residencia para espías, regia di Jesús Franco (1966)
- La ballata del boia (El verdugo), regia di Luis García Berlanga (1966)
- El precio de un hombre, regia di Eugenio Martín (1967)
- Tristana, regia di Luis Buñuel (1970])
- Mio caro assassino, regia di Tonino Valerii (1972)
- I tre del mazzo selvaggio (Pancho Villa), regia di Eugenio Martín (1972)
- Le vergini cavalcano la morte (Ceremonia sangrienta), regia di Jorge Grau (1973)
- El poder del deseo, regia di Juan Antonio Bardem (1975)
- Furtivos, regia di José Luis Borau (1975)
- La isla de las virgenes, regia di Jesús Franco (1981)
- Latidos de pánico, regia di Jacinto Molina (1983)
- Lorca, morte di un poeta (Lorca, muerte de un poeta), regia di Juan Antonio Bardem - film TV (1987)
- Gran Sol, regia di Ferran Llagostera (1989)